# Camilla Benjaminsson
Camilla Benjaminsson, född 24 september 1966,  är en svensk före detta friidrottare (långdistanslöpning). Hon har under sin karriär tävlat för Vittsjö GIK, IFK Växjö och Hässelby SK. Hon utsågs år 2001 till Stor Tjej nummer 450.

## Personliga rekord
| Utomhus - 5 000 meter – 16:47.97 (Düdelingen, Luxemburg 27 maj 2000) - 10 000 meter – 34:46.40 (Helsingfors, Finland 2 september 2000) - 10 km landsväg – 35:38 (Stockholm 26 augusti 2001) - Halvmaraton – 1:14:21 (Malmö 12 juni 2000) - Maraton – 2:45:12 (Berlin, Tyskland 30 september 2001) |